# Insulana
A Insulana é uma revista de cultura açoriana, órgão do Instituto Cultural de Ponta Delgada.

## História
Possui publicação corrente desde 1944, na cidade de Ponta Delgada, tendo ultrapassado os cinquenta volumes. Ao longo das décadas, apresentou periodicidade variável, com conteúdo eclético mas tendo como fio condutor as atividades do Instituto e as temáticas de raiz açoriana. Entre as matérias publicadas destacam-se temas da etnografia e da história açorianas, ensaios literários e filosóficos e poesia de diversos autores açorianos ou versando temática açoriana, assim como estudos históricos e biográficos variados.
A revista tem sido dirigida pelos corpos directivos do Instituto e nela tem colaborado a generalidade da intelectualidade micaelense e açoriana, embora sejam frequentes as contribuições vindas de todo o espaço geográfico da lusofonia e mesmo autores de outras línguas.
A projecção da revista no último quartel do século XX deveu-se em grande parte ao labor de José Paim de Bruges da Silveira Estrela Rego que a dirigiu naquele período.